# 韩子勇
韩子勇（1962年8月—），河南汝南人，中国作家，学者，现任中国艺术研究院院长、党委书记，中国非物质文化遗产保护中心主任，中央文史研究馆特约研究员。曾获第二届鲁迅文学奖全国优秀文学理论评论奖。